# 우정팔찌

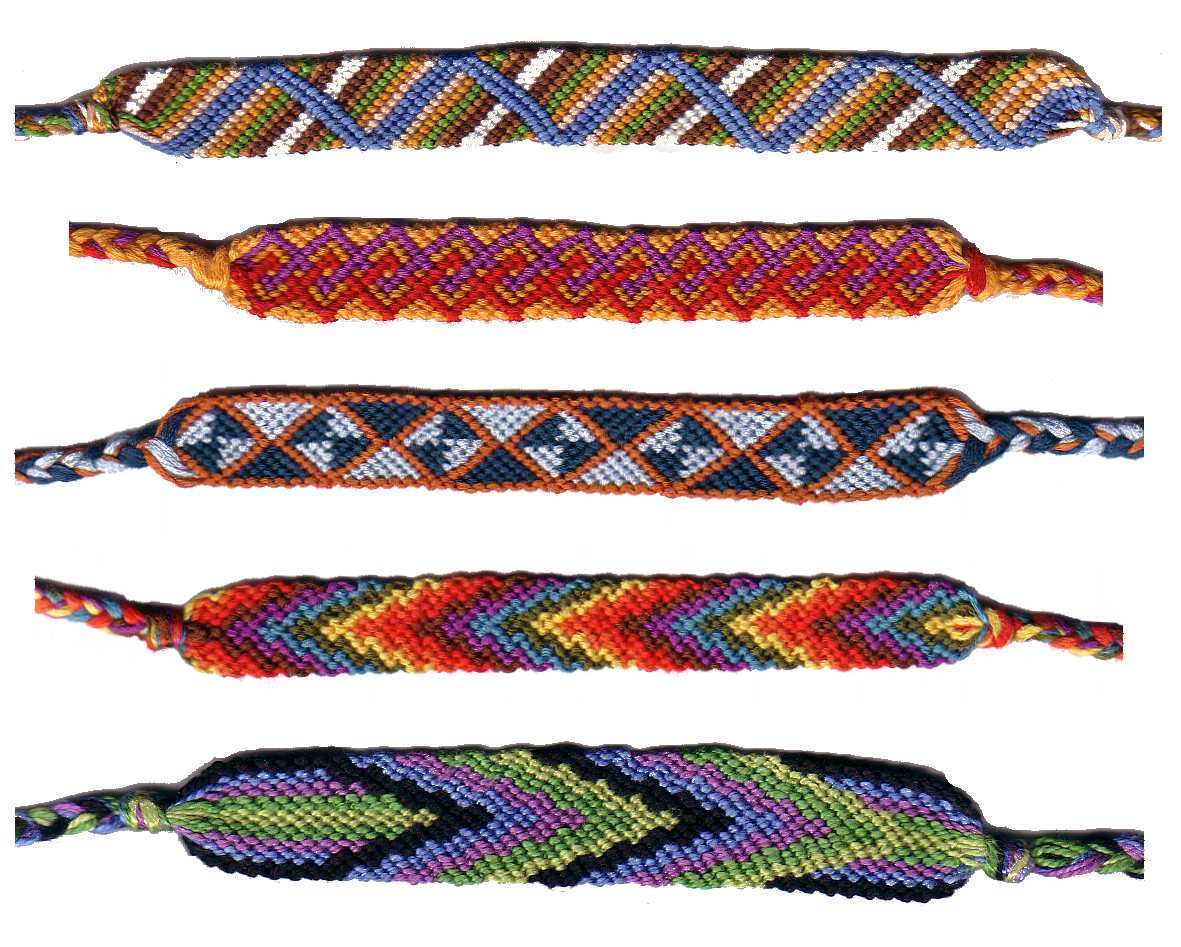
우정팔찌

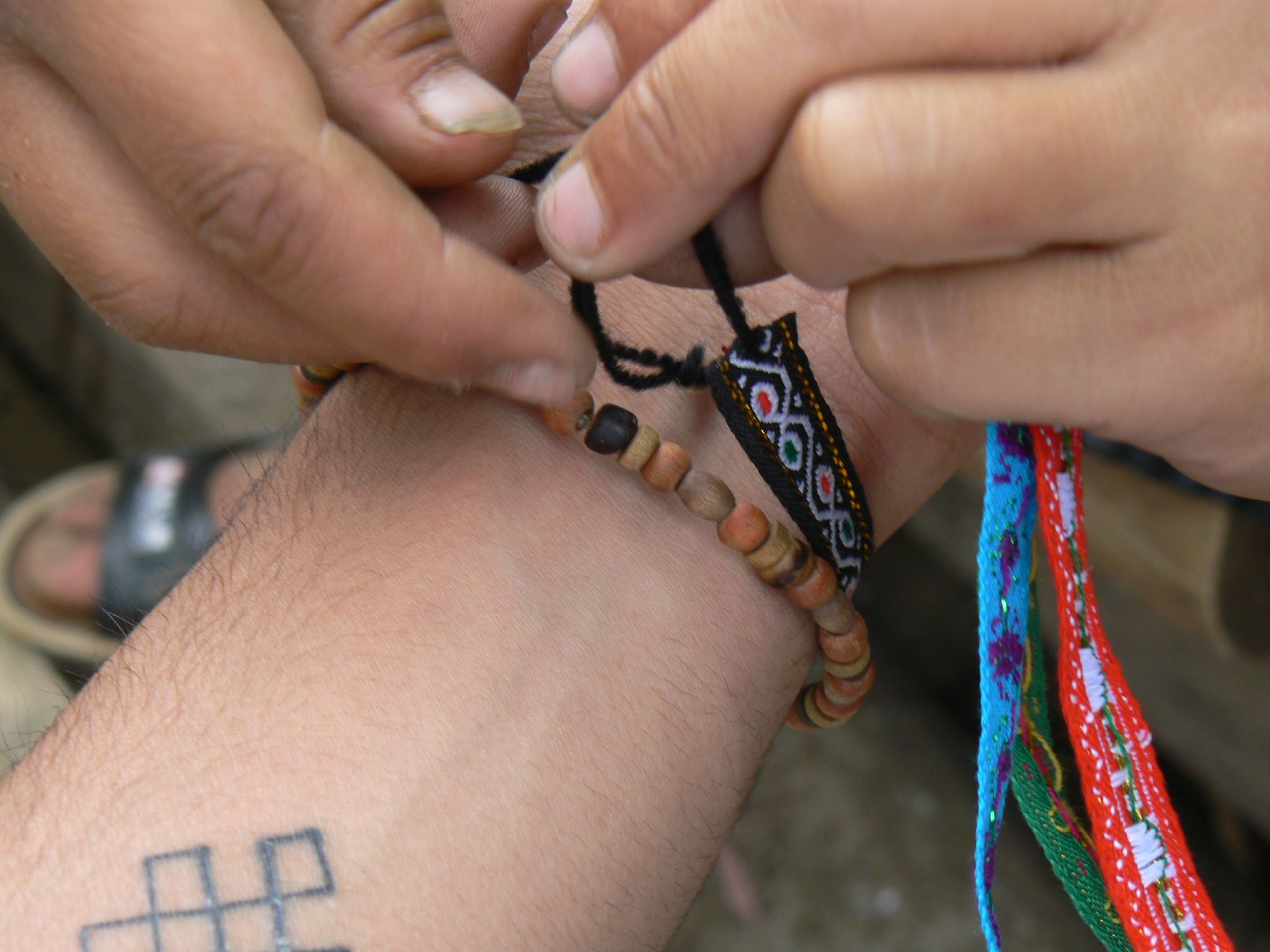
우정팔찌를 묶는 법

우정팔찌(friendship bracelet)는 한 사람이 다른 사람에게 우정의 상징으로 주는 장식용 팔찌이다. 우정팔찌는 종종 손으로 만들어지는데, 보통 자수성 조각이나 실로 되어있다.
우정팔찌는 1970년대 미국에서 처음으로 인기를 끌었고 아이들과 청소년들에게 일반적으로 착용되었다. 그 뒤 남녀노소 불문없이 전 세계적으로 인기를 끌게 되었고, 우정 팔찌는 다양한 경우에 착용할 수 있게 되었다. 예를 들어, 우정팔찌는 쉽게 빠지지 않고 자유롭게 사용할 수 있는 재료로 만들어졌기 때문에 해변에서 패션 액세서리로 이용해도 인상적이다.

## 같이 보기
- 락샤 반단